# Vind och väg
Vind och väg utkom 1978 och är ett musikalbum med den kristna sångaren Artur Erikson. Skivan innehåller texter av poeten och psalmförfattaren Ewert Amnefors. Förutom Artur Erikson medverkar även Christina Gunnardo, Jan Erixon och Ingemar Braennstroem samt en manskvartett. Mellan sångerna följer ett antal recitativ på dikter av Ewert Amnefors.

## Låtlista

### Sida 1
1. Vad intet öga sett (Sång: Artur Erikson med manskvartett)
2. Det finns en väg (Duett: Artur Erikson och Christina Gunnardo)
3. Sänd ditt bröd (Sång: Jan Erixon)
4. Dagligt bröd (Sång: Artur Erikson)
5. Ett liv att leva (Sång: Manskvartetten)
6. Lyft blicken högre (Duett: Artur Erikson och Ingemar Braennstroem)

### Sida 2
1. Rikt är att leva I (Sång: Manskvartetten)
2. Rikt är att leva II (Sång: Artur Erikson)
3. Herre hos dig jag förbliver (Sång: Christina Gunnardo)
4. Kristusbrev (Sång: Manskvartetten)
5. I tystnaden (Sång: Artur Erikson)